# Inland Revenue
La Inland Revenue (en español: Agencia Tributaria del Reino Unido), fue, hasta 2005, el departamento del Gobierno del Reino Unido responsable de la recaudación de impuestos directos, como el impuesto sobre la renta, los impuestos sobre la seguridad social, impuestos sobre las ganancias de capital, impuesto sobre las sucesiones y donaciones, e impuestos sobre sociedades, entre otros.
La Agencia Tributaria del Reino Unido se fusionó con el Departamento de Aduana e Impuestos Especiales para formar la Administración de Hacienda y Aduanas del Reino Unido (o HMRC, por sus siglas en inglés).